# Latte
Caffè latte (Italiano: [kafˌfɛ lˈlatte]) é uma bebida de café de origem italiana feita com café expresso e leite vaporizado com uma quantidade generosa de espuma de leite no topo. As variantes incluem o mocha com sabor de chocolate ou a substituição do café por outra base de bebida, como masala chai (chá indiano temperado), mate, matcha, açafrão ou rooibos; alternativas ao leite, como leite de soja ou leite de amêndoa, também são usadas.
O termo vem do italiano caffellatte ou caffè latte, de caffè e latte, literalmente "café e leite". No inglês muitas vezes é abreviado para apenas latte.

## Origem e história

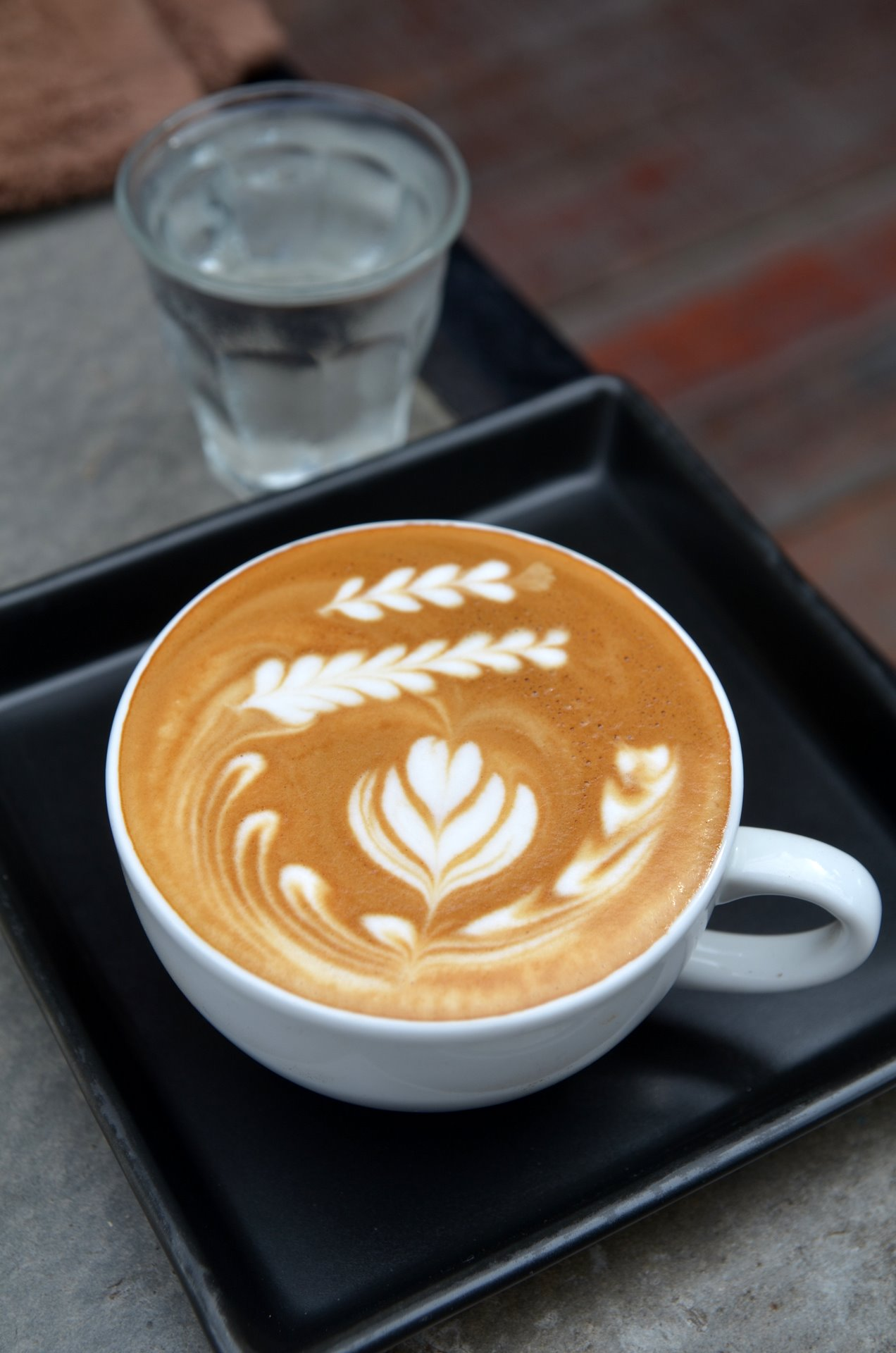
Latte art

O café e o leite fazem parte da cozinha europeia desde o século XVII. Caffè e latte, Milchkaffee, Milchkaffee, café au lait, and café con leche são termos domésticos de formas tradicionais de beber café, geralmente como parte do café da manhã em casa. Cafés públicos na Europa e nos EUA parecem não ter menção aos termos até o século XX, embora Kapuziner seja mencionado nos cafés austríacos em Viena e Trieste na segunda metade de 1700 como "café com creme, especiarias e açúcar" (sendo a origem do cappuccino italiano).
Latte é simplesmente "leite" em italiano. Em países de língua inglesa, refere-se normalmente a um dos vários tipos de bebidas de café preparadas com leite. Em Itália, é conhecido como caffè latte [kafˈfɛ ˈlatte], caffelatte ou latte macchiato. No Brasil, também é conhecido como "café com leite", e em Portugal como "galão".

## Uso atual
Na Itália, é quase sempre preparado em casa, apenas para o café da manhã. Esta bebida de café é preparada com um bule de moka no fogão e despejada em uma xícara contendo leite aquecido. Ao contrário da bebida com leite "internacional", geralmente, o leite no original italiano não é espumado e o açúcar é adicionado pelo bebedor, se for o caso.
Fora da Itália, normalmente um caffè latte é preparado em um copo de 240 mL (8 US fl oz) ou uma xícara com uma dose padrão de café expresso (simples, 30 mL (1 US fl oz), ou duplo, 60 mL (2 US fl oz)) e preenchido com leite vaporizado, com uma camada de espuma de leite de aproximadamente 12 mm (0.47 in)  de espessura no topo. Nos EUA, um latte é frequentemente adoçado com 3% de açúcar (ou até mais). Ao querer pedir esta bebida na Itália, deve-se pedir um latte macchiato.

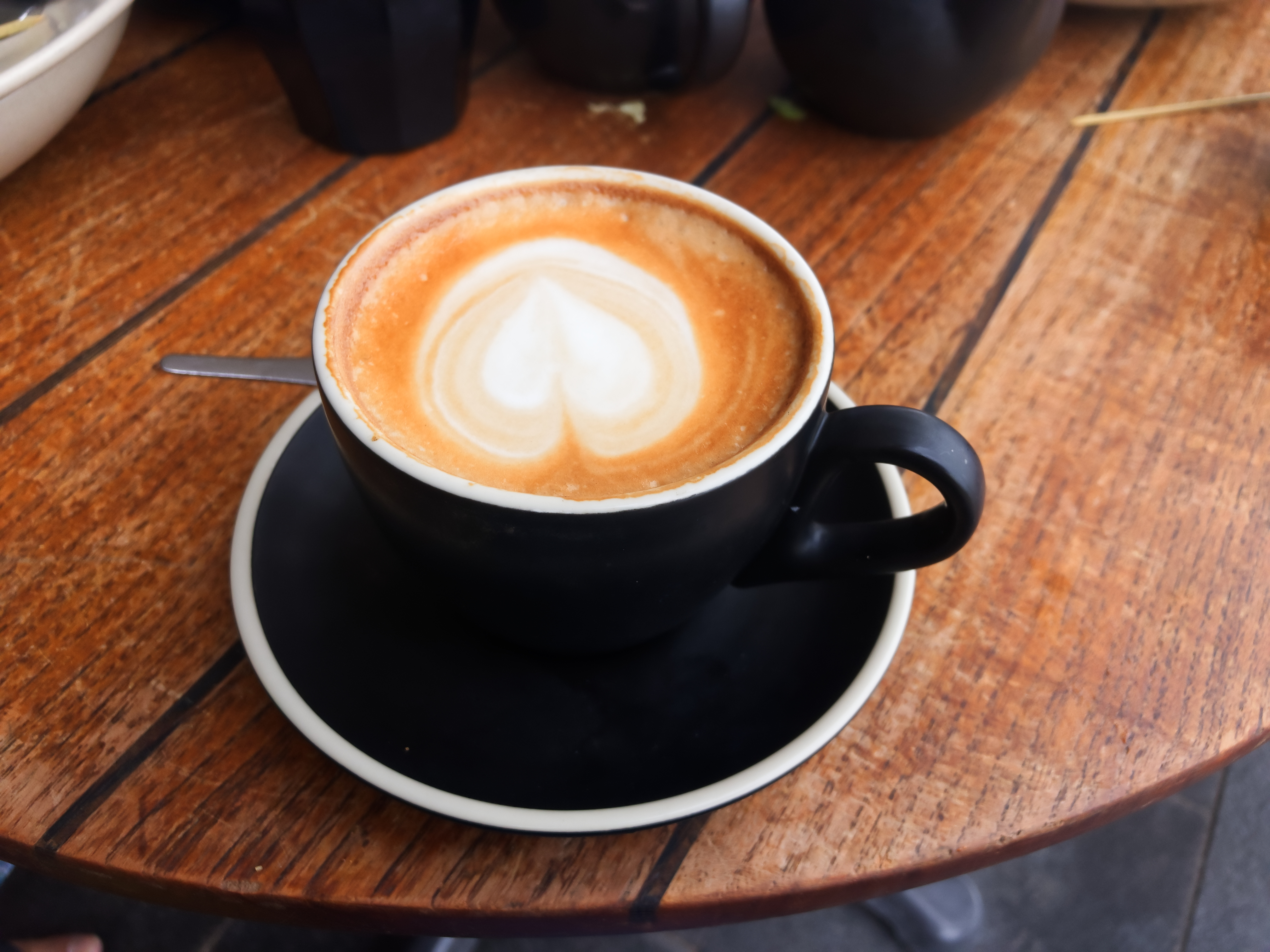
Uma xícara de café com leite, servido em Merewether Beach, Austrália

## Estilos de veiculação

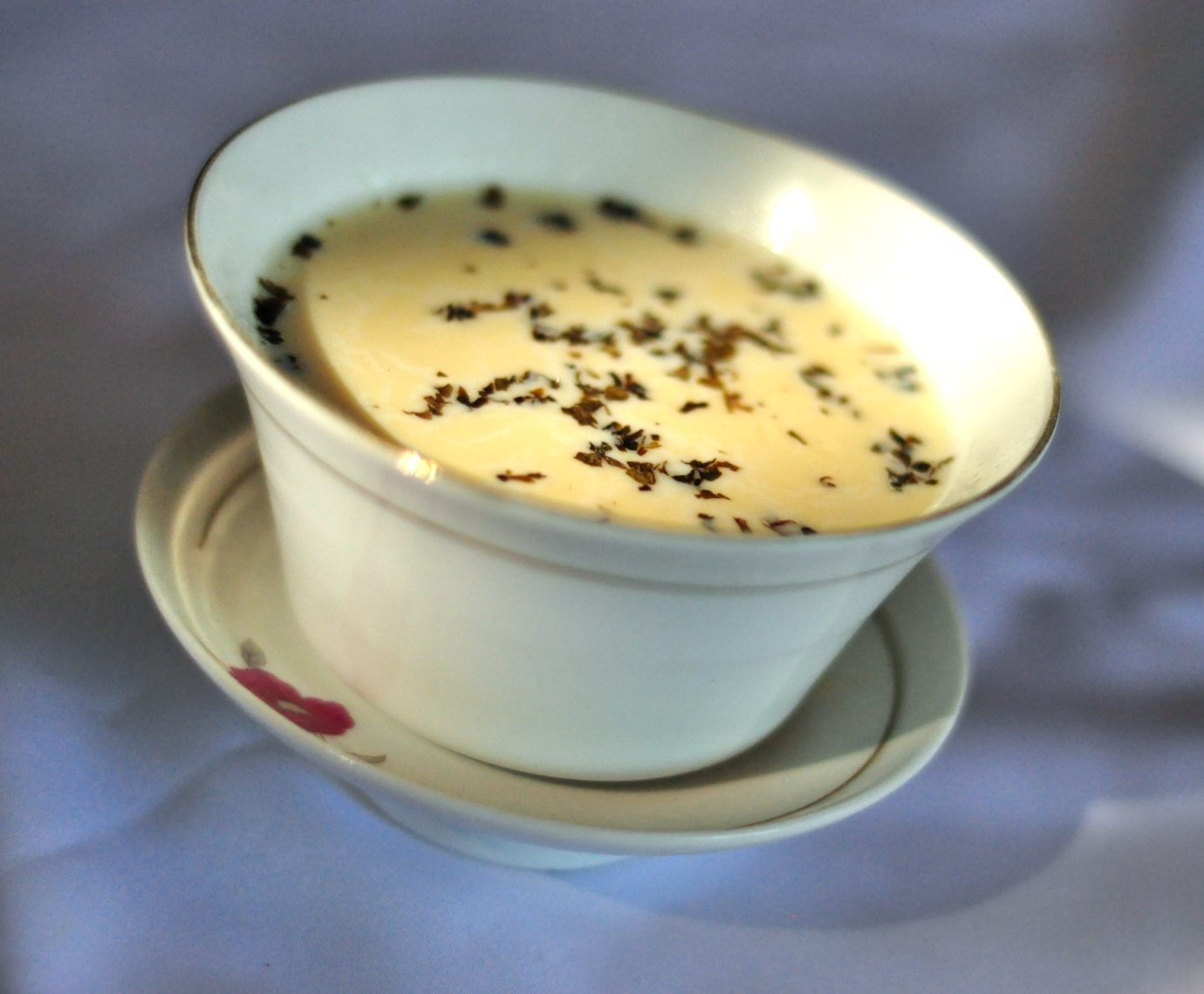
Uma xícara de café com leite feito com matcha, chamado chá verde com leite, é uma variação popular de café com leite encontrada nos países do leste asiático.

- Em alguns estabelecimentos, os lattes são servidos em um copo sobre um pires com um guardanapo para segurar o copo (às vezes quente).
- Às vezes, um latte é servido em uma tigela; na Europa, particularmente na Escandinávia, isso é chamado de café com leite.
- Cada vez mais comum nos Estados Unidos e na Europa, a latte art levou à estilização da fabricação de café, cuja criação é agora uma forma de arte popular. Criado ao derramar leite fumegante e principalmente espumado no café, esse líquido é introduzido na bebida de tal forma que os padrões são distinguíveis na parte superior do café. Padrões populares podem incluir corações, flores, árvores e outras formas de representações simplistas de imagens e objetos.
- Muitas vezes, o latte gelado é servido sem mexer, de modo que o café parece "flutuar" em cima do leite branco em um copo de vidro.
- Uma variação do iced latte, conhecido como "bootleg latte", "ghetto latte" ou "poor man's latte",[7] é um expresso gelado pedido em uma xícara maior que o normal que será preenchida com leite grátis de a estação de condimentos.[8] A bebida gerou debate em cafeterias onde um expresso gelado é consideravelmente mais barato do que um latte gelado.[9][10][11]
- No sul da Ásia, leste da Ásia e América do Norte, variantes locais de chás foram combinadas com leite vaporizado ou espumado para criar "chá com leite". As lojas de café e chá agora oferecem versões quentes ou geladas de masala chai, matcha e Royal Milk Tea. Um Earl Grey latte é conhecido como um "nevoeiro de Londres".
- Outros aromatizantes podem ser adicionados ao latte para se adequar ao gosto do bebedor. Baunilha, chocolate e caramelo são variantes populares.
- Na África do Sul, um latte vermelho é feito com chá de rooibos e é conhecido como uma alternativa sem cafeína ao tradicional chá ou latte à base de café.[12]
- Uma versão alternativa de latte pode ser preparada com leite de soja ou leite de aveia, pois ambos têm a capacidade de espumar da mesma forma que o leite de vaca, sendo as versões de leite de soja mais prevalentes. Tais alternativas são populares entre pessoas com intolerância à lactose e veganos.
- O Sea Salt Latte, uma variação famosa do latte estilo tradicional feito com uma espuma de leite salgada sobre um café expresso, foi inventado e popularizado pela cadeia internacional de cafés taiwanesa 85C Bakery Cafe.[13][14]

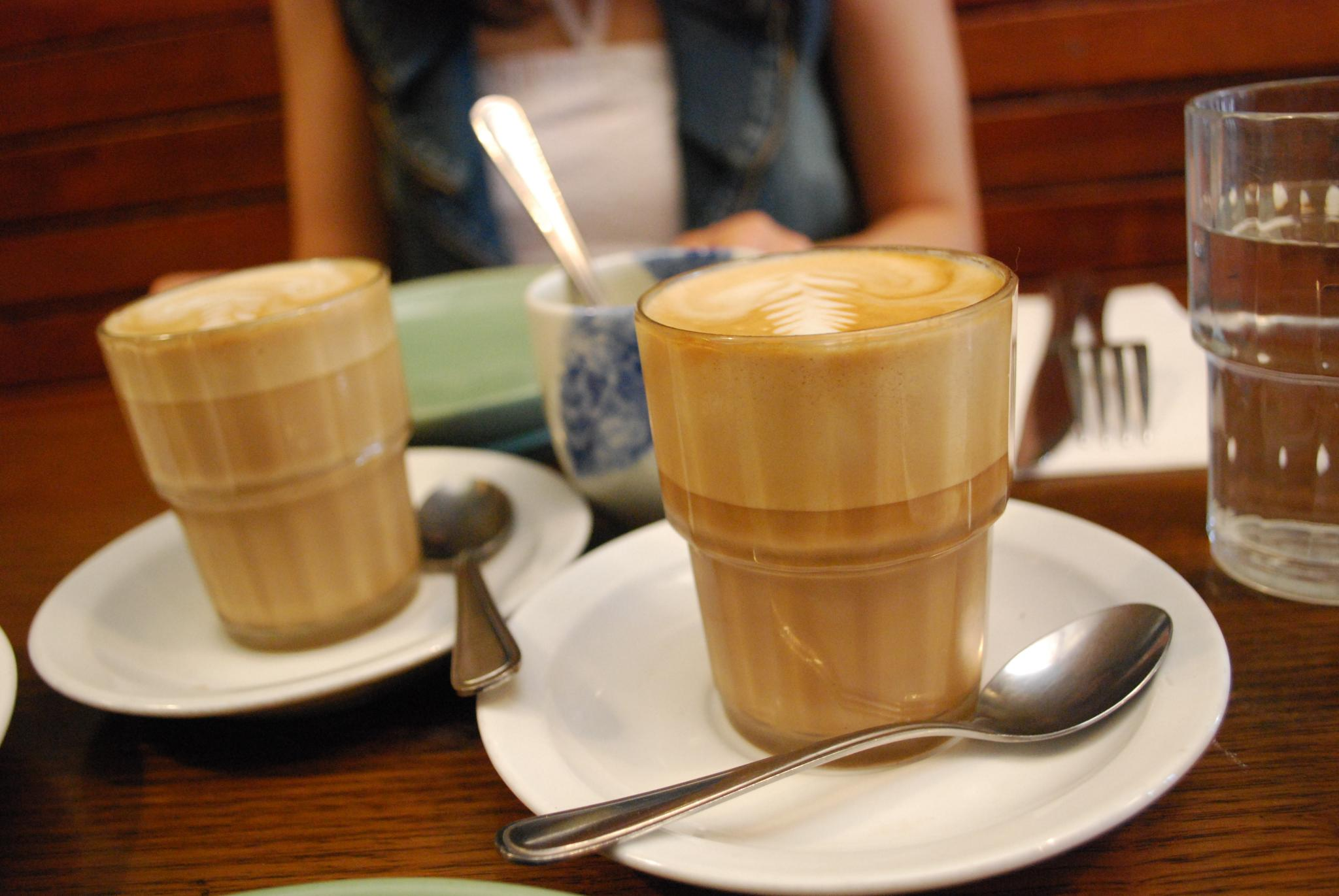
Latte de leite de soja com arte latte